# Munder
Munder es uno de los doce ressorts, o en neerlandés ressort, en los que se divide el distrito de Paramaribo en Surinam.
Limita al norte con el océano Atlántico, al este con el ressort de Rainville, al sur con el ressort de Centrum y al oeste  con el ressort de Weg naar Zee.
En 2004, Munder, según cifras de la Oficina Central de Asuntos Civiles tenía 16 049 habitantes.